# Xã Boone, Quận Crawford, Indiana
Xã Boone (tiếng Anh: Boone Township) là một xã thuộc quận Crawford, tiểu bang Indiana, Hoa Kỳ. Năm 2010, dân số của xã này là 175 người.